# St-Paul-des-Champs
Die Pariser Kirche Saint-Paul des Champs stand in der Rue Saint-Paul 32 im 4. Arrondissement.
Im Jahr 635 gründete der heilige Eligius, Bischof von Noyon, am rechten Ufer der Seine außerhalb von Paris, an der Grenze zu den Sümpfen (Marais), eine Basilika, die er Saint-Paul-de-Tebaide widmete, die aber bald Saint-Paul hors les Murs (außerhalb der Mauern) oder Saint-Paul-des-Champs (auf den Feldern) genannt wurde.
Die Kirche wurde 845 durch die Normannen zerstört und Mitte des 13. Jahrhunderts wieder (jetzt bereits als Kirche für die sich hier entwickelnde Siedlung) aufgebaut und um Türme ergänzt. Seit dem Bau der Stadtmauer des Königs Philipp II. (1190–1209) befanden sich Ort und Kirche nun innerhalb der Stadt. Es war die Rue de Jouy, die, von der Porte Baudoyer aus kommend, auf die Kirche zulief.
König Karl V. baute 1361 bis 1364 in unmittelbarer Nachbarschaft das Hôtel Saint-Paul, nachdem er den Grund und Boden in der Umgebung aufgekauft hatte, und das zu seiner Residenz machte, nachdem ihm das Palais de la Cité nicht mehr sicher genug war. Die Kirche St-Paul wurde durch diesen Umzug die Pfarrkirche der französischen Könige und blieb es bis 1555. Sie wurde daher erweitert und 1434 von Jacques du Châtelier, dem Bischof von Paris, neu geweiht. König Heinrich III. (regierte 1574–1589) ließ hier Mausoleen für seine Mignons Quélus und Maugiron (die 1578 im Duell der Mignons umgekommen waren) sowie für Saint-Mégrin  errichten, die aber bereits im Januar 1589 bei einem Volksaufstand wieder zerstört wurden. Andere Grabmale waren die für Rabelais († 1553), Saint-Sorlin († 1676), Adrien Baillet († 1706), Huet († 1721), sowie die Brüder Jules Hardouin-Mansart de Jouy († 1766) und Jacques Hardouin-Mansart de Sagonne († 1776).
Im Jahr 1790, also während der Revolution, geschlossen, wurde sie 1799 teilweise abgerissen. Es existiert lediglich noch eine Wandfläche des Glockenturms, da diese gleichzeitig den Giebel des angrenzenden Gebäudes darstellt. Die Steine fanden Wiederverwendung in Neubauten, so zum Beispiel im Gebäude Boulevard de Bonne-Nouvelle 21. Den Namen der Kirche übernahm ab 1802 die bis zur Revolution schlicht St-Louis genannte ehemalige Jesuitenkirche als sie nach dem Konkordat von 1801 im Jahr 1820 unter dem Doppelpatrozinium St-Paul-St-Louis die Aufgabe der Pfarrkirche übernahm.